# Équipe de Belgique de football aux Jeux olympiques de 1920
L'équipe de Belgique de football participe à son 2e tournoi de football aux Jeux olympiques lors de l'édition de 1920 qui se tient sur son sol à Anvers, du 26 août 1920 au 6 septembre 1920. Lors de ce tournoi, les Diables rouges remportent leur seul et unique titre majeur.

## Résumé de la compétition
En tant que pays organisateur, la Belgique était exemptée du premier tour et n'entra en lice qu'au niveau des quarts de finale. La sélection belge rencontra les Espagnols, qui possédaient le plus talentueux gardien de but de ce temps-là : Ricardo Zamora. Le portier du Barça allait toutefois devoir retourner chercher la balle au fond des filets à trois reprises puisque l'Espagne s'inclina (3-1).
Les Belges battent ensuite (3-0) leurs voisins d'outre-Moerdijk, les Pays-Bas, lors des demi-finales.
En finale, c'est la Tchécoslovaquie qui attend l'équipe locale et l'on ne donnait pas cher des chances belges face à un adversaire qui n'avait pas fait dans le détail pour se qualifier. Les Tchécoslovaques avaient en effet humiliés leurs adversaires aux tours précédents : (7-0) contre la Yougoslavie, (4-0) face à la Norvège et (4-1) opposés à la France. Les Diables Rouges allaient pourtant livrer une première mi-temps de rêve, dominant copieusement et menant (2-0) à la demi-heure face à une formation tchécoslovaque qui accepta mal cette leçon et se montra peu fair-play lorsque l'arbitre anglais, John Lewis, exclut Karel Steiner à la 39e minute pour un coup de pied volontaire porté à Robert Coppée. L'équipe tchécoslovaque quitte alors le terrain en signe de protestation et rejoint les vestiaires. Le match est alors arrêté et la Tchécoslovaquie se voit disqualifiée. La Belgique remporte ainsi son premier titre majeur, qui est encore toujours à l'heure actuelle le seul et unique.

### Quart de finale
| 29 août 1920 | Belgique           | 3 – 1 | Espagne           | Stade olympique, Anvers                           |                                                   |
|              | Coppée 11e 52e 55e |       | 62e (pen.) Arrate | Spectateurs : 18 000 Arbitrage : Johannes Mutters | Spectateurs : 18 000 Arbitrage : Johannes Mutters |
|              | Rapport            |       |                   | Spectateurs : 18 000 Arbitrage : Johannes Mutters | Spectateurs : 18 000 Arbitrage : Johannes Mutters |

### Demi-finale
| 31 août 1920 | Belgique                                | 3 – 0 | Pays-Bas | Stade olympique, Anvers                     |                                             |
|              | Larnoe 46e · Van Hege 55e · Bragard 85e |       |          | Spectateurs : 22 000 Arbitrage : John Lewis | Spectateurs : 22 000 Arbitrage : John Lewis |
|              | Rapport                                 |       |          | Spectateurs : 22 000 Arbitrage : John Lewis | Spectateurs : 22 000 Arbitrage : John Lewis |

## Finale
| 2 septembre 1920 | Belgique                      | 2 – 0 | Tchécoslovaquie | Stade olympique, Anvers                     |                                             |
| 13 h 00          | Coppée 6e (pen.) · Larnoe 30e |       |                 | Spectateurs : 35 000 Arbitrage : John Lewis | Spectateurs : 35 000 Arbitrage : John Lewis |
| 13 h 00          | Rapport                       |       |                 | Spectateurs : 35 000 Arbitrage : John Lewis | Spectateurs : 35 000 Arbitrage : John Lewis |

| Belgique | Tchécoslovaquie |

| Belgique : |  |                      |
|            |  |                      |
| GK         |  | Jean De Bie          |
| DF         |  | Armand Swartenbroeks |
| DF         |  | Oscar Verbeeck       |
| MF         |  | Joseph Musch         |
| MF         |  | Émile Hanse          |
| MF         |  | André Fierens        |
| FW         |  | Louis Van Hege       |
| FW         |  | Robert Coppée        |
| FW         |  | Mathieu Bragard      |
| FW         |  | Henri Larnoe         |
| FW         |  | Désiré Bastin        |

| Tchécoslovaquie : |  |                    |
|                   |  |                    |
| GK                |  | Rudolf Klapka      |
| DF                |  | Antonin Hojer      |
| DF                |  | Karel Steiner      |
| MF                |  | František Kolenatý |
| MF                |  | Karel Pešek        |
| MF                |  | Emil Seifert       |
| FW                |  | Josef Sedláček     |
| FW                |  | Antonin Janda      |
| FW                |  | Vaclav Pilát       |
| FW                |  | Jan Vaník          |
| FW                |  | Otakar Mazal       |

La Tchécoslovaquie abandonne le match à la 39e minute en se plaignant d'un arbitrage biaisé et est disqualifiée.

## Effectif
| Gardiens de but                                 |     |      |    |
| Léon Vandermeiren (Daring Club de Bruxelles)    |     |      |    |
| Jean De Bie (Racing Club de Bruxelles)          | 90  | 90   | 90 |
| Défenseurs                                      |     |      |    |
| Armand Swartenbroeks (Daring Club de Bruxelles) | 90  | 90   | 90 |
| Oscar Verbeeck (Union saint-gilloise)           | 90  | 90   | 90 |
| Auguste Pelsmaecker (K Beerschot VAC)           |     |      |    |
| Milieux                                         |     |      |    |
| Émile Hanse (Union saint-gilloise)              | 90  | 90   | 90 |
| Joseph Musch (Union saint-gilloise)             | 90  | 90   | 90 |
| Auguste Fierens (K Beerschot VAC)               |     |      |    |
| André Fierens (K Beerschot VAC)                 | 90  | 90   | 90 |
| Félix Balyu (FC Brugeois)                       | 90, |      |    |
| Attaquants                                      |     |      |    |
| Louis Van Hege (Union saint-gilloise)           | 90  | 90   | 90 |
| Robert Coppée (Union saint-gilloise)            | 90  | 90   | 90 |
| Honoré Vlamynck (Daring Club de Bruxelles)      |     |      |    |
| Georges Michel (Léopold Football Club)          |     |      |    |
| Georges Hebdin (Union saint-gilloise)           | 90  |      |    |
| Fernand Nisot (Léopold Football Club)           | 90  |      |    |
| Mathieu Bragard (CS verviétois)                 |     | 90   | 90 |
| Henri Larnoe (K Beerschot VAC)                  |     | 90 , | 90 |
| Désiré Bastin (Royal Antwerp FC)                |     | 90   | 90 |

1. 1 2 3 4 5  Première sélection officielle pour le joueur.
2. 1 2 3  Dernière sélection officielle pour le joueur.
3. 1 2  Premier but officiel pour le joueur.

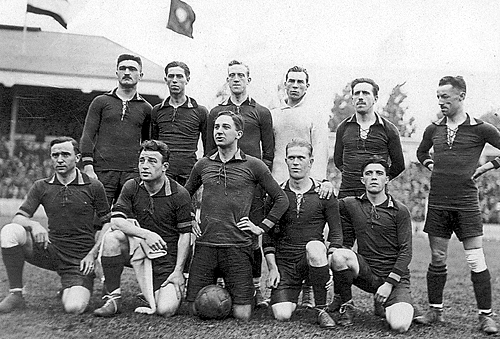
L'équipe belge, future médaillée d'or, avant le coup d'envoi de la finale contre la Tchécoslovaquie, au Stade olympique d'Anvers le 2 septembre 1920.

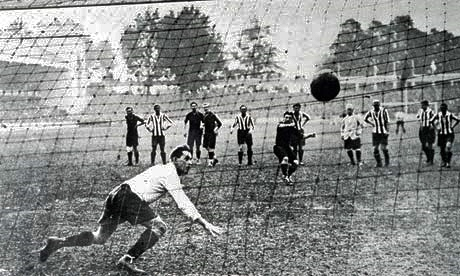
Le pénalty de Robert Coppée à la 6e minute de la finale.

| Entraîneurs : William Maxwell 00000000000 Raoul Daufresne de La Chevalerie |

## Sources